# 1512
Năm 1512 (số La Mã: MDXII) là một năm nhuận bắt đầu từ ngày thứ năm (liên kết sẽ hiển thị đầy đủ lịch) trong lịch Julius.